# CMYK színtér
A CMYK színtér olyan elnyelési módszerrel előállított színkeverési modell elnevezése, amelyet a nyomdászatban használnak. Ellentétben az összegző színkeveréssel a szubtraktív (kivonó) modellben a különböző színű apró festékpöttyökről visszavert színek együttes érzete adja a végleges színt.

## RGB vagy CMYK
Az RGB esetében vörös, zöld és kék színű lámpák (monitor felületén apró fényemittáló diódák) világítanak felváltva. Ha csak vörös világít, vörös színt látunk, ha csak zöld, zöldet stb… Ez az összegző színkeverés (additív színkeverés), mert az alapszínek részarányától függő összegzett színt látunk. (Pl. 100% vörös és 50% zöld fény együttesen narancssárga színt kelt.)
A CMYK esetében a felületre felfestett különféle (esetünkben négy) alapszínről visszavert fény együttesen keltik a színt.

Színes nyomtatásban négy alapszínt használnak. Ha egyikből sem kerül a papírra, láthatjuk a hordozó alapszínét, a fehéret.
A három alapszín együttesen nem ad teljes feketét, azért szükséges a kulcsszín (fekete) használata.
CIExy1931 diagramon a vörös, zöld, kék. A háromszög középvonalában a C az M és az Y színpontok láthatóak
CIE1931xy gamut adatok. A SWOP nyomtatási minősége jobb. Az ábrán a gamut sárga és cián színpontja megfelel a CMYK szabványnak.

## Színtér vagy színkeverési modell
A CMYK a színkeverési modellek egyike, elvileg szubtraktív színkeverés. Más megfogalmazásban színtérként is értelmezhető.

### A színpontok mintázata
A számítógépes adatmegjelenítés (a bitmintás kép) négyszögletű rácsozatot alkot (rasztergrafika). Ez természetesen nem látható, mert meg kell jeleníteni. A televíziós képernyő és a számítógépes monitor egyenlőszárú háromszögben elhelyezett világító pontokat jelenítenek meg (ennek elméletileg egyenlőoldalúnak kellene lennie) . Az eredmény – megfelelően az RGB színtér tulajdonságaihoz – additív színinger keverés. Ha a megjelenítendő kép vektorgrafikus formájú, a monitor ezt is bitmintás mátrixban tudja megjeleníteni.
Ha ezt a képet ki akarjuk nyomtatni, akkor a komplementer színekből szubtraktív színinger keveréssel kell a képet létrehoznunk.

### Megvalósítása a nyomdászatban

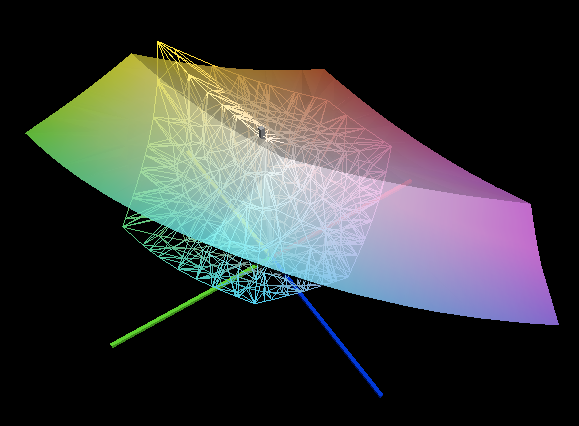
ISO Gamut coated (bevonatos).
A vízszintes tengelyeken az a* és a b*, a függőleges tengelyen az L*

A sárga szín rácsozata az alapvető irány, elforgatási szöge általában nulla fok.
| C | 15° | 15° | 105° | 165° |
| M | 75° | 45° | 75°  | 45°  |
| Y | 0°  | 0°  | 90°  | 90°  |
| K | 45° | 75° | 15°  | 105° |

jellemző nyomtatási rácsozatok

A három színkivonatot nem lehetséges egymásra nyomtatni, habár ez volna a valóságos szubtraktív színkeverés. A színkivonatokat tartalmazó rácsozatot adott szöggel elforgatva nyomtatják, így apró pontokból képződött mintázat kerül a papírra. Ez természetesen okozhat olyan esetet is, amikor a festékek egymást fedik. Ezzel szemben a sárga, cián, bíbor pontok egymás mellé kerülnek, s ez valójában az additív színkeverés definíciójának felel meg. A szemlélő mindezt nem látja, mert olyan messziről szemléli a nyomtatványt, hogy a színpontok észrevehetetlenül kicsiknek látszanak.
A képet közelről szemlélve (értelmetlenül nagy nagyításban) moarét, mintázatot látunk. Ez az oka annak, hogy a könyvekben, újságokban megjelenő képeket értelmetlen lefényképezni.
A színes nyomtatás elsődleges adatai (mint például, amelyeket a Pantone színrendszerrel kapcsolatban szokás említeni) CIELAB adatok, és ezek alapján határozzák meg a C, M, Y, K értékeket. A XX. század végére ez az értékmegadás meghaladottá vált, mert az így létrejövő gamut meglehetősen szegényes. Ezért terjedt el a hatszínnyomás, amely tágabb gamutot és több megjeleníthető színt eredményez. A további három szín jelölése M+Y, C+Y, C+M. Az így leírt rendszer egyszerűen nem számítható át RGB-re, ahogy az a számítógépes megjelenítésnél szokásos.

## Alapszínei
A CMYK színtérben négy alapszín szerepel. Ezért ezt még hívjuk négyszínnyomásnak, mert négy alapszínt nyomtatnak a papírra. Alapszínei a következők: Cyan, azaz cián (enciánkék), Magenta, azaz bíbor, Yellow, azaz sárga és Key, általában fekete (kulcsszín). A kulcsszín lehet bármilyen előre kikevert és betárazott szín. Mivel a legtöbb nyomtatvány jellemző színe a fekete (pl. szövegek) elterjedt - egyébként hibás - vélekedés, hogy a 'K' a 'blacK' szóra utal. A CMY színekből a legtöbb hétköznapi szín kikeverhető, így a feketének egy un. "piszkosfekete" árnyalata is, de az ily módon előállított szín sokkal drágább, mintha a kulcsszínnel helyettesítjük. 
Ezen alapszínek apró pöttyök formájában kerülnek fel a papírra (angolul: halftoning).

Az alapszíningerek az ISO 2846 szabványban szerepelnek. Ennek honosítása nem történt meg (nincs egyenértékű magyar szabvány erre). A nyomdászatban a D50 szabványos sugárzáseloszlást használják. Tekintettel arra, hogy a monitorokat általában D65-re állítják be, a CMYK átszámítása RGB-re csak megközelítőleg lehetséges.

### Átszámítások
CMYK-ból RGB-be a következő módszert javasolják Először normáljuk az adatokat 0 és 1 közötti értékre:
c'=C/100

m'=M/100

y'=Y/100

Ezután képezzük a kulcsszín normált értékét: k'=1-MAX(r', g', b'), majd az RGB értékeket a komplementer színből számítjuk:

R=255*(1-c')*(1-k')

G=255*(1-m')*(1-k')

B=255*(1-y')*(1-k')
RGB-ből CMYK-ba nincs egyszerű számítási mód. Leginkább a kulcsszín (a fekete) közelítése kérdéses. A következő algoritmus az egyik színre nulla értéket ad vissza. Ehhez is normált értékeket képezünk:
r'=R/255

g'=G/255

b'=B/255

A kulcsszín normált értéke: k'= 1-MAX(r', g', b')

c' = (1-r'-k') / (1-k')

m' = (1-g'-k') / (1-k')

y' = (1-b'-k') / (1-k')

Végül a szokásos nagyságrendbe hozzuk az értékeket:
C=c' *100

M=m' *100

Y=y' *100

K=k' *100

Az említett átszámítási módszerek csak közelítést adnak, mert a CMYK rendszer értékei nemlineáris kapcsolatban állnak az XYZ, vagy az L*a*b* értékekkel

### Szabványos alapszínek
A megfigyelés körülményei (például az olvasás) miatt valamennyi adat 2°-os látómezőre vonatkozik. A megvilágítás a 45/0°-os szabványt követi.

| festék | festék    | X     | Y     | Z     | x      | y      | z      | szög  | L*    | a*     | b*     | ΔEab    | hab    |
| ------ | --------- | ----- | ----- | ----- | ------ | ------ | ------ | ----- | ----- | ------ | ------ | ------- | ------ |
| D50    | sárga     | 73,21 | 78,49 | 7,4   | 0,4601 | 0,4933 | 0,0465 | 49,66 | 91    | -5,08  | 94,97  | 4       | 93,06  |
| D50    | bíbor     | 36,11 | 18,4  | 16,42 | 0,5090 | 0,2594 | 0,2314 | 328,8 | 49,98 | 76,02  | -3,01  | 5       | -2,267 |
| D50    | zöldeskék | 16,12 | 24,91 | 52,33 | 0,1726 | 0,2668 | 0,5605 | 207,9 | 56,99 | -39,16 | -45,99 | 3       | 229,6  |
| D50    | fekete    | 2,47  | 2,52  | 2,14  | 0,3464 | 0,3534 | 0,3001 | 98,46 | 18,01 | 0,8    | -0,56  | (1,5-3) | 325,0  |
| D65    | sárga     | 68,06 | 77,11 | 9,03  | 0,4413 | 0,50   | 0,0586 | 53,04 | 90,37 | -11,16 | 96,17  | 4       | 96,61  |
| D65    | bíbor     | 33,06 | 16,9  | 22,01 | 0,4593 | 0,2348 | 0,3058 | 327,2 | 48,13 | 75,2   | -6,8   | 5       | -5,166 |
| D65    | zöldeskék | 18,74 | 28,62 | 68,54 | 0,1616 | 0,2469 | 0,5913 | 208,5 | 58,62 | -30,63 | -42,75 | 3       | 234,3  |
| D65    | fekete    | 2,42  | 2,52  | 2,81  | 0,3122 | 0,3251 | 0,3625 | 83,32 | 18,01 | 0,5    | -0,47  | (1,5-3) | 316,7  |

ΔEab valójában a tűrésmező (tolerancia). Ha az L*, a* és b* értékének tűrése 1,5-2 közé esik, a színinger különbség akkor éri el a táblázatban szereplő értéket. A fekete szín esetében csak az a* és a b* toleranciáját határozták meg; ezért szerepel zárójelben, ugyanis az igen sötét színek színességét az emberi látás már nem tudja megkülönböztetni. Ugyanez a helyzet az igen világos színeknél is: ha van is színessége, mégis fehérnek látjuk.

## Lásd még
- Színtér
- Bíbor színek